# Paris-Roubaix 1938
La 39e édition de la course cycliste Paris-Roubaix a eu lieu le 17 avril 1938 et a été remportée par le Belge Lucien Storme.

## Classement final
|    | Cycliste            | Équipe              | Temps           |
| -- | ------------------- | ------------------- | --------------- |
| 1  | Lucien Storme       | -                   | 8 h 13 min 46 s |
| 2  | Louis Hardiquest    | -                   |                 |
| 3  | Marcel Van Houtte   | -                   |                 |
| 4  | Émile Masson junior | -                   |                 |
| 5  | Gérard Desmedt      | -                   |                 |
| 6  | René Walschot       | -                   |                 |
| 7  | Jean Fréchaut       | France Sport-Dunlop |                 |
| 8  | Sylvain Grysolle    | -                   |                 |
| 9  | Albertin Dissaux    | Helyett             |                 |
| 10 | Stan Lauwers        | -                   |                 |